# Amy Levy
Amy Levy, właśc. Amy Judith Levy (ur. 10 listopada 1861, zm. 10 września 1889) – angielska powieściopisarka, eseistka i poetka pochodzenia żydowskiego. Była pierwszą kobietą narodowości żydowskiej na Cambridge University.

## Życiorys
Od wczesnej młodości interesowała się literaturą. W wieku 13 lat napisała studium o poemacie Elizabeth Barrett Browning Aurora Leigh. Rok później opublikowała swój pierwszy wiersz. W dorosłym życiu podtrzymała swoją narodową tożsamość, pisząc między innymi do The Jewish Chronicle. Równocześnie przejawiała poglądy feministyczne. Ich wyrazem jest między innymi utwór A Ballad of Religion and Marriage.
Do najważniejszych wierszy poetki należy monolog dramatyczny Xantippe, w którym podmiotem lirycznym jest żona Sokratesa, Ksantypa.